# Vaterland småkirke

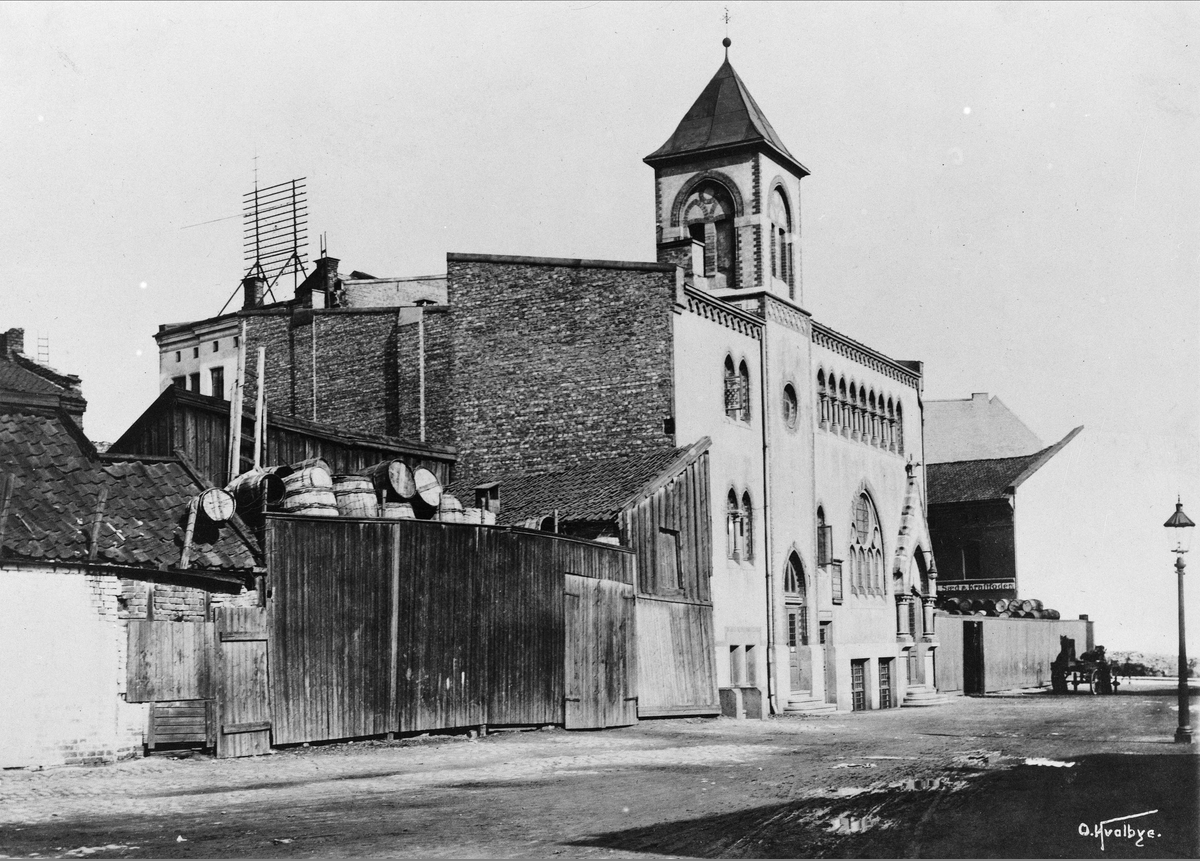
Die Vaterland småkirke (um 1899)

Die Vaterland småkirke (deutsch „Vaterland-Kleinkirche“), auch als Vaterland kirke (deutsch „Vaterland-Kirche“) bekannt, war eine kleine Kirche im Stadtviertel Vaterland von Oslo, Norwegen.

## Beschreibung

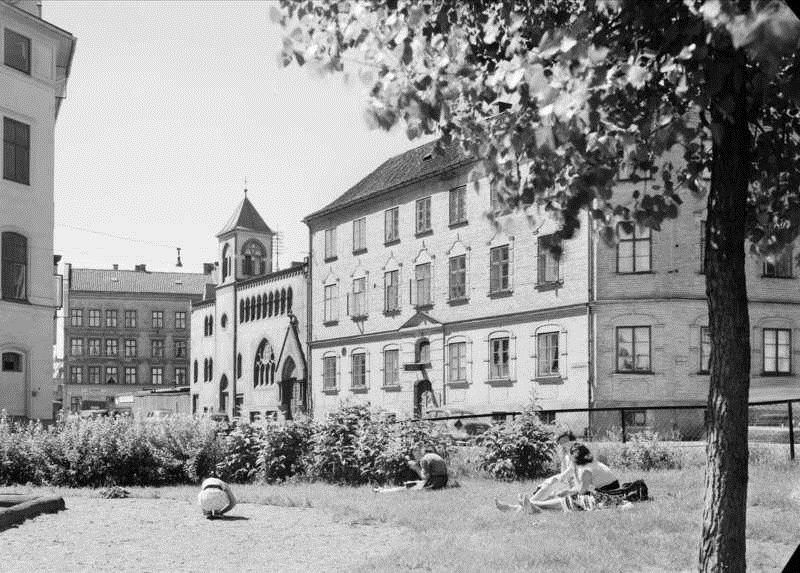
Die Vaterland småkirke vom anderen Ende aus gesehen (1956)

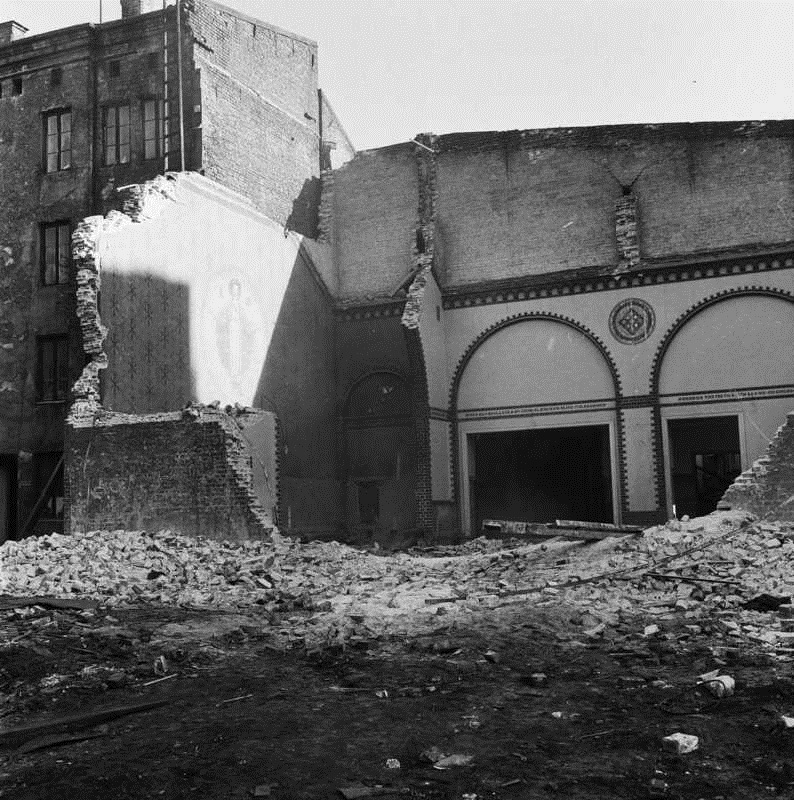
Die fast abgerissene Vaterland småkirke (31. März 1960)

Die Vaterland småkirke war Oslos erste Småkirke, wie die kleinen direkt als Straßengebäude errichteten Kirchen in Norwegen bezeichnet werden. Die Vaterland kirke unterstand der Kirchspielgemeinde (norwegisch Sogn) der benachbarten Jakob kirke in Oslo. Das Kirchengebäude befand sich in einem Viertel mit vielen verwinkelten Gassen und viel Armut sowie sozialen Problemen.
Die Adresse war zunächst Søberggangen 1, nachdem im Stadtviertel Vaterland weitere Straßen entstanden waren, Vognmannsgata 25. In der Kirche befanden sich 300 Sitzplätze. Die Räumlichkeiten des Kirchenschiffs waren mit der Sakristei verbunden, die durch Schiebetüren abgetrennt werden konnte.
Das Gebäude wurde mit einem angeschlossenen Gemeindehaus und einer Pfarrwohnung errichtet. Die Vaterland-Kirche wurde in verputztem Ziegelmauerwerk mit Zierelementen aus rotem Backstein gebaut. Das Kirchengebäude war im neuromanischen Baustil ausgeführt und mit einigen neogotischen Stilelementen versehen. Sie hatte eine asymmetrische Hauptfassade, wobei der Kirchturm den natürlichen Mittelpunkt bildete. An der Straßenseite befand sich ein großes Hauptportal und eine Reihe von kleineren Rundbogenfenstern unterhalb des Gesimses sowie im Kirchenschiff ein großes Bleiglasfenster. Im Inneren der Kirche war ein Altarbild von Emanuel Vigeland in Form einer Wandmalerei angebracht.

## Geschichte

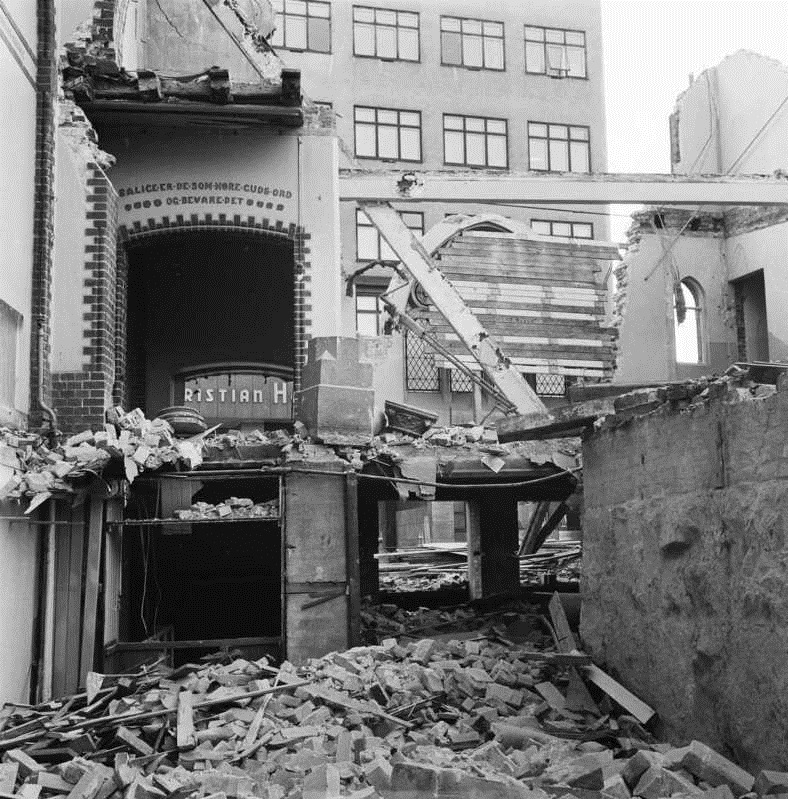
Abrissarbeiten an der Vaterland småkirke (31. März 1960)

In dem Osloer Stadtviertel Vaterland wuchs zum Ende 19. Jahrhundert die Bevölkerung stetig an, mit der hohen Bevölkerungsdichte gingen soziale Probleme einher. Vaterland geriet in Verruf als Stadtviertel mit vielen Kneipen, Vergnügungsstätten und Bordellen sowie als Ort der organisierten Kriminalität und der Unterwelt. Die Forderungen zum Bau einer Kirche in dem Gebiet fanden Ende der 1890er Jahre schließlich Gehör beim lutherischen Bistum Oslo. Das Bistum erwarb ein entsprechendes Grundstück und gab den Kirchenbau in Auftrag.
Die Vaterland-Kirche wurde nach den Plänen des deutschstämmigen Architekten Heinrich Jürgensen gebaut und 1899 fertiggestellt. Am 22. Dezember 1899 wurde die Kirche vom Osloer Bischof Anton Christian Bang eingeweiht. Die Vaterland-Kirche war seit ihrer Weihe die ganze Woche für die Gläubigen öffentlich zugänglich.
Das Augenmerk der Vaterland-Kirchgemeinde lag nicht nur in der Verkündigung des Wort Gottes und in Gottesdiensten, sondern konzentrierte sich auf die sozialen Probleme der ortsansässigen Vaterländer. Im Untergeschoss wurde ein Tagungsraum unter anderem für Pfadfindergruppen eingerichtet.
Im Gemeindehaus der Vaterlandkirche wurde 1917 ein Asyl für obdachlose Männer eingerichtet, was von den Gemeindemitgliedern Sara Floch und Anna Jensen organisiert wurde. 1917 richtete die Kirchengemeinde der Vaterlandkirche mit Unterstützung der norwegischen Staatskirche einen Kindergarten in einem benachbarten Bauernhof ein, später ein Altersheim für alleinstehende Frauen.
Die Kirche wurde anlässlich des Jubiläums der letzten Bischofsvisitation vor 50 Jahren 1949 aufwendig renoviert. Als man in den 1950er Jahren begann, den Stadtteil Vaterland im Rahmen einer Stadtteilerneuerung zu sanieren und umzubauen, entstand der Plan, den ganzen Straßenzug samt Kirche abzureißen. Der Platz sollte Raum schaffen für die Erweiterung der Osloer Tunnelbahn und eine neue städtische Bebauung.
Die Kirche und die benachbarten Häuser wurden schließlich nach anfänglichem Widerstand 1959 abgerissen. An dem ehemaligen Standort befinden sich heute in unmittelbarer Nähe das Hotel Oslo Plaza und das Oslo Spektrum.
Die Gemeinde der Vaterland småkirke wurde in die Kirchengemeinde der benachbarten Grønland kirke integriert und 2013 mit der Gamlebyen kirke (Altstadt-Kirche) unter dem Namen Gamlebyen-Grønland vereinigt.

## Kulturdenkmal
Die Vaterland småkirke ist unter der Nummer 85781 vom Riksantikvaren (Reichsarchivar) als Kulturdenkmal registriert worden.